# 5323 Фоґ
5323 Фоґ (5323 Fogh) — астероїд головного поясу, відкритий 13 жовтня 1986 року.
Тіссеранів параметр щодо Юпітера — 3,498.